# Kacper: Szkoła postrachu (serial animowany)
Kacper: Szkoła postrachu (ang. Casper’s Scare School) – amerykańsko-francuski serial animowany, kontynuacja filmu animowanego Kacper: Szkoła postrachu, tworzona od 2009. Premiera światowa nastąpiła w Kanadzie 11 stycznia 2009. Do Polski serial zawitał 1 września 2009.

## Postacie

### Główne
- Kacper – główny bohater, przyjazny duszek. Jego wynik ze straszenia to 9,5. Z wyglądu jest trochę podobny do człowieka, ale ma dużą głowę i nie ma uszu. Podczas latania ma ogon, a gdy duch ląduje na ziemi, ogon zamienia się w nogi (inne duchy nie posiadają takiej umiejętności). Potrafi stać się niewidzialny i przenikać przez ściany. Kacper, Mantha i Ra jako jedyni wiedzą o tunelu z zaświatów do świata żywych.
- Ra – mumia, kolega Kacpra. Jest najbogatszy w szkole, przez co czasem się rządzi. Często opowiada kiepskie dowcipy i jest dość niezdarny. Nosi niebieskie ubranie i czarną czapkę, której nigdy nie zdejmuje.
- Mantha – zombie, koleżanka Kacpra. Jest najmądrzejsza w szkole. Ma długie, granatowe włosy i nosi poszarpane ubrania. Może odczepiać sobie części ciała, np. ręce, ale czasami odpadają jej same.
- Jimmy Bradley – chłopiec, przyjaciel Kacpra, Ra i Manthy. Mieszka wraz z rodzicami w mieście Dipstown. Jako jedyny wie o istnieniu Szkoły Postrachu. Ma żółte włosy i nosi niebieską bluzkę i brązowe spodnie.
- Pan Bradley – ojciec Jimmy’ego. Nosi okrągłe okulary. Od jakiegoś czasu zajął się poskramianiem duchów. Posiada różne sprzęty, które pozwalają obezwładniać straszydła.
- Kibosh – zielony duch, posiadający wielką moc, rządzi nawet Alderem i Dashem. W odcinku Głosuj na Kacpra nakazał Kacprowi wziąć udział w wyborach. Jego wynik ze straszenia to 8,7 pomimo tego, że wie o tym wszystko.
- Fatso, Stinky i Stretch – wujkowie Kacpra. Są niegrzecznymi duchami. Fatso jest gruby, Stretch bardzo chudy, a Stinky ma duże zęby.

### Drugoplanowe
- Alder i Dash – złączeni dyrektorzy (dwugłowy potwór). Są braćmi. Nienawidzą Kibosha, za to że nimi pomiata. Ich największym marzeniem jest obalić Kibosha i zostać władcami świata i zaświatów. Uwielbiają złoto i pieniądze. Uważają Kacpra za najgorszego ucznia w szkole. Bardzo się lubią, ale rzadko to sobie okazują. Uwielbiają pomiatać uczniami, a szczególnie Quasim. Potrafią dobrze ze sobą współpracować. Jako jedyni nie mają żadnej mocy.
- Thatch – wampir. Potrafi zmieniać się w nietoperza. Nosi białą koszulę, czarne spodnie i czerwono-czarną pelerynę. Jest typowym szkolnym łobuzem. W przeciwieństwie do innych wampirów ten nie jest wrażliwy na światło słoneczne i odwiedza miasto w biały dzień.
- Dr Thirddegree Burns – różowy smok, nauczyciel chemii w szkole Kacpra. Potrafi ziać ogniem. Nosi fartuch laboratoryjny.
- Haidy Hoper – nauczycielka historii. Jest to głowa kobiety w kryształowej kuli, czasami lata na stole. Opanowała telekinezę. Kocha Franken Trenera.
- Franken Trener – nauczyciel WF oraz dowódca Strasznych Skautów. Jest połączeniem Frankensteina i robota. Jest bardzo silny, ale panicznie boi się wieśniaków z pochodniami. Kocha panią Hoper.
- Wolfie – sympatyczny wilkołak. Gdy jest łagodny, odpada mu sierść i wygląda jak człowiek. Gdy jest zły, odrasta mu sierść. Nosi zieloną bluzkę i ciemnozielone spodnie. Często dyszy jak pies. Podczas pełni księżyca zmienia się w bestię (rośnie i staje się agresywny).
- Pielęgniarka – szkolna pielęgniarka. Jest gorgoną z wężami zamiast włosów, ale nigdy nie zmieniła nikogo w kamień. Lubi dręczyć pacjentów.
- Harpia – harpia. Ma ludzką głowę, niebieskie pióra na głowie, a na tułowiu fioletowe. Ma także nogi ptaka i nosi pomarańczową bluzkę. Wydaje skrzeczące odgłosy i jest dość nieokrzesana.
- Odpowiadacz – dziwna machina, która odpowiada niejasno. Na jedno pytanie może odpowiedzieć tylko raz.
- Strachosfeles – zielona zjawa z granatowym płaszczem z kapturem. Stróż biblioteki i magazynu z magicznymi przedmiotami. Bardzo często śpi.
- Mickey i Monaco – szkielety bliźniaczki. Mają barwne włosy i makijaż na czaszkach. Mickey ma żółte rozpuszczone włosy, niebieskie okulary z różowymi szkłami, niebieskie palce u nóg, różowe plamy na udach, czerwone bransoletki i nosi pomarańczową torebkę, a Monaco ma różowe włosy uczesane w kitkę, czarne okulary z różowymi szkłami, żółte palce u nóg, zielone plamy na udach, różowe bransoletki i nosi różową torebkę. Potrafią odczepiać sobie pojedyncze kości, czasem rozpadają się na kawałki.
- Wijek – upiór z mackami zamiast rąk. Ma białe włosy i nosi granatowy płaszcz. Jest jednym z kolegów Thatcha. Podkochuje się w Dummy.
- Omszałek – potwór z bagien. Jest obleśny. Gdy jest mu przyjemnie wszystko, czego dotknie obrasta mchem. Ma ciemnozielone włosy, szpiczaste uszy i ryjek. Nosi czarną bluzkę z czerwono-białymi rękawami i fioletowe spodnie. Jest jednym z kolegów Thatcha, mimo to sam często od niego obrywa.
- Blodge – zielony, galaretowaty stwór. Często utykają w nim różne rzeczy. W niskich temperaturach zamarza, przez co nie może się poruszać.
- Quasi – garbus, jeden z uczniów Szkoły Postrachu. Często pomiatają nim Alder i Dash. Podobny do dzwonnika z Notre Dame. Jednym z jego zadań jest właśnie dzwonienie.
- Dynia – dyniogłowy stwór, jeden z uczniów. Jego ciało jest zbudowane z pędów. Nosi zieloną bluzkę i ciemnozielone spodnie. Często odpada mu głowa. Potrafi ziać ogniem.
- Muchołak – ogromna mucha, również jest uczniem. Lubi wszystko, co śmierdzi. Kolega Wolfiego i Blodge'a. Nosi zielono-żółtą bluzkę i niebieskie spodnie. Według jego ojca kiedyś był człowiekiem, ale na skutek nieudanego eksperymentu został zamieniony w muchę.
- Dummy – żywa, drewniana lalka brzuchomówcy. Potrafi świetnie tańczyć. Bardzo złośliwa. Jest koleżanką Thatcha. Podkochuje się w Wijku.

## Wersja polska
Seria pierwsza:
Wersja polska: Start International Polska
Reżyseria: Małgorzata Kaźmierska
Dialogi polskie: Magdalena Dwojak
Dźwięk i montaż: Janusz Tokarzewski
Udział wzięli:
- Krzysztof Szczerbiński – Kacper
- Joanna Pach – Mantha (odc. 1-18, 19b-21, 22a, 25a)
- Monika Pikuła – Mantha (odc. 19a, 22b-24, 25b, 26)
- Tomasz Steciuk – Ra
- Artur Pontek – Thatch
- Grzegorz Drojewski – Jimmy
- Paweł Szczesny – Alder
- Janusz Wituch –
  - Dash,
  - Statek
- Zbigniew Konopka –
  - Kibosh,
  - Franken Trener
- Anna Apostolakis –
  - Pielęgniarka,
  - Jennifer (odc. 14a)
- Mariusz Leszczyński – Fatso
- Robert Tondera –
  - Stretch,
  - Mentuchotep – Prapradziadek Ra,
  - Liczygad
- Cezary Kwieciński –
  - Stinky,
  - Frankenresztki (odc. 2b),
  - Ojciec Jimmy’ego,
  - Kapitan (odc. 7b, 11a, 12b, 13b, 15ab, 16b, 18a, 19b, 20b),
  - Ojciec Ra,
  - Blodge
- Jarosław Domin –
  - Quasi,
  - Wolfie,
  - Papuga,
  - Muchołak
- Jakub Szydłowski –
  - Pan Smok,
  - Kapitan (odc. 8a, 18b),
  - Pan Grimble,
  - Odpowiadacz
- Agnieszka Kunikowska –
  - Monaco i Miki – Bliźniaczki Szkielety,
  - Historyczka,
  - Matka Ra
- Elżbieta Bednarek –
  - Betika,
  - Matka Jimmy’ego
- Leszek Zduń –
  - Norman,
  - Rybołak (odc. 21a)
- Grzegorz Pawlak –
  - Razznik (odc. 20-21),
  - Buzz (odc. 24a)
- Jacek Mikołajczak – Fatso (odc. 21a, 21b)
- Paweł Galia – Profesor Bąbel (odc. 25b)
- Waldemar Barwiński – Omszałek

i inni
Seria druga:
Wersja polska: Michał Kwiatkowski
Czytał: Maciej Gudowski

## Odcinki
- Serial w Polsce był emitowany na kanale Cartoon Network, w Boomerangu 12 października 2011 roku. Od 6 września 2015 roku był emitowany na kanale TV4. Drugi sezon jest emitowany z lektorem. Od 13 października do 11 listopada 2018 roku był emitowany w TV6.

### Spis odcinków
| Premiera odcinka | Nr | Polski tytuł                    | Angielski tytuł                 |
| ---------------- | -- | ------------------------------- | ------------------------------- |
|                  |    |                                 |                                 |
| SERIA PIERWSZA   |    |                                 |                                 |
|                  |    |                                 |                                 |
| 01.09.2009       | 01 | Dziurawy kieł                   | Fang Decay                      |
| 01.09.2009       | 01 | Dzień strachów                  | Scare Day                       |
|                  |    |                                 |                                 |
| 02.09.2009       | 02 | Bezręka i bezwzględna           | Disarmed And Dangerous          |
| 02.09.2009       | 02 | Frankenresztki                  | Frankenleftovers                |
|                  |    |                                 |                                 |
| 03.09.2009       | 03 | Łobuzerka                       | Bully For You                   |
| 03.09.2009       | 03 | Te-Ra-minator                   | The Ra-Nimator                  |
|                  |    |                                 |                                 |
| 04.09.2009       | 04 | Weekend z króliczkiem           | Weekend At Bunny’s              |
| 04.09.2009       | 04 | Dzień próby                     | Grimly Day                      |
|                  |    |                                 |                                 |
| 05.09.2009       | 05 | Przypadkowy bohater             | Accidental Hero                 |
| 05.09.2009       | 05 | Bogacz Ra                       | Rich Kid Ra                     |
|                  |    |                                 |                                 |
| 06.09.2009       | 06 | Smocza epopeja                  | Dragon Quest                    |
| 06.09.2009       | 06 | Dzień przeciwieństw             | Opposite Day                    |
|                  |    |                                 |                                 |
| 07.09.2009       | 07 | Straszni skauci                 | Scare Scouts                    |
| 07.09.2009       | 07 | Strachy w nocy                  | Boo!                            |
|                  |    |                                 |                                 |
| 08.09.2009       | 08 | Akcja abrakadabra               | Abra-Ca-Deestown                |
| 08.09.2009       | 08 | Cudowny proszek                 | Shrinky Dust                    |
|                  |    |                                 |                                 |
| 09.09.2009       | 09 | Konkurs kapel                   | Bands on the Run                |
| 09.09.2009       | 09 | Głosuj na Kacpra                | Vote for Casper                 |
|                  |    |                                 |                                 |
| 10.09.2009       | 10 | Biwak w Lesie Strachu           | Permission Impossible           |
| 10.09.2009       | 10 | Co Cię opętało?                 | What Possessed You?             |
|                  |    |                                 |                                 |
| 11.09.2009       | 11 | Upiornych Świąt                 | Merry Scary Christmas           |
| 11.09.2009       | 11 | Zegar wieczności                | Time Waits for No Ghost         |
|                  |    |                                 |                                 |
| 12.09.2009       | 12 | Duch przeprowadzki              | Ghost Bust a Move               |
| 12.09.2009       | 12 | Taniec z Harpią                 | My Fair Harpy                   |
|                  |    |                                 |                                 |
| 13.09.2009       | 13 | Żywi precz                      | Fleshed Out                     |
| 13.09.2009       | 13 | Awantura w rezydencji           | Messy Business at the Manor     |
|                  |    |                                 |                                 |
| 14.09.2009       | 14 | Strachy w szpitalu              | Paramedic Paranormal            |
| 14.09.2009       | 14 | Znowu w szkole                  | Back to Ghoul                   |
|                  |    |                                 |                                 |
| 15.09.2009       | 15 | 2500 świeczek dla Ra            | 2500 Candles for Ra             |
| 15.09.2009       | 15 | Gorączka złota                  | It’s A Mad, Mad, Mad Underworld |
|                  |    |                                 |                                 |
| 16.09.2009       | 16 | Klątwa kanapki                  | Curse of the Sandwich           |
| 16.09.2009       | 16 | Prawdziwy potworek              | A Real Little Monster           |
|                  |    |                                 |                                 |
| 17.09.2009       | 17 | Spryciarz Ra                    | Whiz Kid Ra                     |
| 17.09.2009       | 17 | Klątwa sarkofagu                | Curse of the Sarcophagus        |
|                  |    |                                 |                                 |
| 14.10.2009       | 18 | Korek w czasoprzestrzeni        | Dimension Demented              |
| 14.10.2009       | 18 | Jak wychować Glucia             | Taming of the Gloutch           |
|                  |    |                                 |                                 |
| 21.10.2009       | 19 | Mecz slugby                     | Ring My Bell                    |
| 21.10.2009       | 19 | Majtek Kacper                   | First Mate Casper               |
|                  |    |                                 |                                 |
| 16.10.2009       | 20 | Przerwa w dostawie mocy         | Power Outage                    |
| 17.10.2009       | 21 | Przerwa w dostawie mocy         | Power Outage                    |
|                  |    |                                 |                                 |
| 13.11.2009       | 22 | Duch w muzeum                   | Ghost in the Gallery            |
| 13.11.2009       | 22 | W słusznej sprawie              | Wart on the Nose                |
|                  |    |                                 |                                 |
| 24.10.2009       | 23 | Zemsta łowcy duchów             | Revenge of the Creature Catcher |
| 24.10.2009       | 23 | Całkiem jak w filmie            | Slugby                          |
|                  |    |                                 |                                 |
| 25.10.2009       | 24 | Kurzajka na nosie               | You Oughta Be in Pictures       |
| 25.10.2009       | 24 | Kryptowołki                     | Crypt Critters                  |
|                  |    |                                 |                                 |
| 26.10.2009       | 25 | Uczłowieczacz                   | The Reflesherator               |
| 26.10.2009       | 25 | Profesor Bąbel                  | Master Blister                  |
|                  |    |                                 |                                 |
| 27.10.2009       | 26 | Kacper swatem                   | Casper, the Match Maker         |
| 27.10.2009       | 26 | Jimmy Bradley – pogromca duchów | Jimmy Bradley: Creature Catcher |
|                  |    |                                 |                                 |
| SERIA DRUGA      |    |                                 |                                 |
|                  |    |                                 |                                 |
| 02.10.2015       | 27 | Potworny film                   | Monster Movie                   |
| 02.10.2015       | 27 | Kaczka kwaczka                  | Quacky Duck                     |
|                  |    |                                 |                                 |
| 05.10.2015       | 28 | Sobowtóry                       | Dopplegangers                   |
| 05.10.2015       | 28 | Nieznośny nietoperze            | Totally Bats!                   |
|                  |    |                                 |                                 |
|                  | 29 |                                 | Cappy’s Mail Order Eyes         |
|                  | 29 | Pumpkinpal                      |                                 |
|                  |    |                                 |                                 |
|                  | 30 |                                 | The Day the Professor Croaked   |
|                  | 30 | A Potent Brew                   |                                 |
|                  |    |                                 |                                 |
|                  | 31 |                                 | The Bellyache Mystery           |
|                  | 31 | Goodbye Jimmy                   |                                 |
|                  |    |                                 |                                 |
|                  | 32 |                                 | Poltergeist Assignment          |
|                  | 32 | Little Dragon                   |                                 |
|                  |    |                                 |                                 |
|                  | 33 |                                 | A Haunting Smell                |
|                  | 33 | Manor Has Disappeared           |                                 |
|                  |    |                                 |                                 |
|                  | 34 |                                 | Thatch My Idol                  |
|                  | 34 | Monster Catcher                 |                                 |
|                  |    |                                 |                                 |
|                  | 35 |                                 | Home Alone                      |
|                  | 35 | I’m Not a Hero                  |                                 |
|                  |    |                                 |                                 |
|                  | 36 |                                 | Dream Team                      |
|                  | 36 | Curse of the Ring               |                                 |
|                  |    |                                 |                                 |
|                  | 37 |                                 | Cheese                          |
|                  | 37 | Casper’s New Friend             |                                 |
|                  |    |                                 |                                 |
|                  | 38 |                                 | Sweet Dreams                    |
|                  | 38 | Typewriter From Hell            |                                 |
|                  |    |                                 |                                 |
|                  | 39 |                                 | Mad-Dog McSneer                 |
|                  | 39 | Our Boy Wolfie                  |                                 |
|                  |    |                                 |                                 |
|                  | 40 |                                 | Ghost Writer                    |
|                  | 40 | Ghost Magnet                    |                                 |
|                  |    |                                 |                                 |
|                  | 41 |                                 | Invasion of the Bog Monsters    |
|                  | 41 | Now You See Me Now You Don’t    |                                 |
|                  |    |                                 |                                 |
|                  | 42 |                                 | Love Potion                     |
|                  | 42 | Stage Fright                    |                                 |
|                  |    |                                 |                                 |
|                  | 43 |                                 | Substitute Gargoyle             |
|                  | 43 | Ship in a Bottle                |                                 |
|                  |    |                                 |                                 |
|                  | 44 |                                 | Jack Out of the Box             |
|                  | 44 | Casper Meets Super Choc         |                                 |
|                  |    |                                 |                                 |
|                  | 45 |                                 | Frankengymteacher’s Monster     |
|                  | 45 | Radio Blodge                    |                                 |
|                  |    |                                 |                                 |
|                  | 46 |                                 | Davey Jone’s Locker             |
|                  | 46 | Save Graham                     |                                 |
|                  |    |                                 |                                 |
|                  | 47 |                                 | Black Cat                       |
|                  | 47 | Jimmy the Ghost                 |                                 |
|                  |    |                                 |                                 |
|                  | 48 |                                 | Woodward’s Day Out              |
|                  | 48 | Calc the Cameleon               |                                 |
|                  |    |                                 |                                 |
|                  | 49 |                                 | Fearless Freddie                |
|                  | 49 | Triclops Mistress of Dark       |                                 |
|                  |    |                                 |                                 |
|                  | 50 |                                 | The Great Screamboard Disgrace  |
|                  | 50 | Jimmy’s Truck Call              |                                 |
|                  |    |                                 |                                 |
|                  | 51 |                                 | Last Dance                      |
|                  | 51 | Mummy’s Boy                     |                                 |
|                  |    |                                 |                                 |
|                  | 52 |                                 | To Catch a Monster              |
|                  | 52 | No Bones About It               |                                 |
|                  |    |                                 |                                 |